# Грачаница (Прозор-Рама)
Грачаница је насељено мјесто у општини Прозор-Рама, Босна и Херцеговина.

## Становништво
|             | 2013.       | 1991.        | 1981.        | 1971.        |
| Укупно      | 89 (100,0%) | 116 (100,0%) | 102 (100,0%) | 63 (100,0%)  |
| Бошњаци     | 56 (62,92%) | 85 (73,28%)1 | 54 (52,94%)1 | 61 (96,83%)1 |
| Хрвати      | 33 (37,08%) | 31 (26,72%)  | 27 (26,47%)  | 2 (3,175%)   |
| Југословени | –           | –            | 21 (20,59%)  | –            |

1. 1 На пописима од 1971. до 1991. Бошњаци су пописивани углавном као Муслимани.